# Nephrotoma biarmigera
Nephrotoma biarmigera är en tvåvingeart som beskrevs av Alexander 1935. Nephrotoma biarmigera ingår i släktet Nephrotoma och familjen storharkrankar. Inga underarter finns listade i Catalogue of Life.